# Carlo Lwanga
Carlo Lwanga (Bulimu, 1º gennaio 1865 – Namugongo, 3 giugno 1886) fu un martire ugandese, capo dei paggi della corte del re di Buganda Mwanga II. Fu ucciso assieme ad un gruppo di suoi coetanei durante le persecuzioni anticristiane nel suo paese (1885-1887), particolarmente per essersi rifiutato di accondiscendere ai desideri omosessuali del re. Beatificato nel 1920, è stato proclamato santo da papa Paolo VI nel 1964 ed è il capofila dei santi Martiri dell'Uganda.

## Biografia

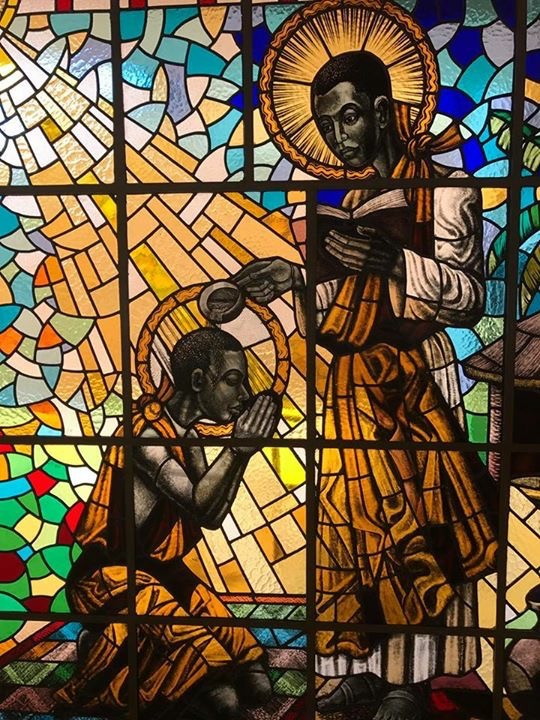
San Kizito viene battezzato da San Carlo Lwanga a Munyonyo (Particolare delle vetrate nel Santuario dei Martiri di Munyonyo).

Carlo Lwanga nacque nel 1865 nel Regno di Buganda, territorio che oggi occupa la parte centrale e meridionale dell'Uganda.
Appartenente al clan Ngabi, Carlo Lwanga fu convertito al cattolicesimo dai Missionari d'Africa, fondati dal cardinale Charles Lavigerie. Dopo che i missionari cristiani iniziarono il loro lavoro in Uganda sotto il re (Kabaka) Mutesa I del Buganda, furono nuovamente soggetti alla repressione sotto il re Mwanga II. La persecuzione iniziò nel 1885 dopo che il re Mwanga II di Buganda, un pedofilo seriale, ordinò che venissero massacrati molti missionari anglicani, tra cui il vescovo James Hannington, che era il capo della comunità anglicana. Joseph Mukasa Balikuddembe, maggiordomo cattolico di corte e catechista laico, rimproverò al re le uccisioni, contro le quali lo aveva consigliato. Mwanga fece decapitare Balikuddembe e arrestò tutti i suoi seguaci il 15 novembre 1885. Il re quindi ordinò che Lwanga, che era il capo dei paggi a quel tempo, assumesse le funzioni di Balikuddembe. Quello stesso giorno, Lwanga e altri paggi sotto la sua protezione (circa un centinaio) chiesero di essere battezzati come cattolici dal padre Giraud, un prete missionario dei Padri Bianchi. Il giovane Carlo Lwanga spesso proteggeva i ragazzi a lui affidati. Si prodigò per proteggere i paggi dalle attenzioni morbose del re. Dopo l'omicidio del paggio Denis Ssebuggwawo, un catechista, il re Mwanga II dichiarò che tutti i membri della corte che non avessero smesso di professare la loro fede apertamente sarebbero stati uccisi.
Il 25 maggio 1886, Mwanga ordinò un'assemblea generale della corte durante la quale disse: "Quelli di voi che non pregano stiano al mio fianco; gli altri dovrebbero stare di fronte al muro di canne". Carlo Lwanga e altri 15 paggi si avvicinarono al muro. Poco dopo il re fece smembrare due di loro e li sacrificò agli idoli, mentre gli altri furono portati a Namugongo, dove furono legati in fasci di paglia e bruciati sul rogo. La mattina seguente, Lwanga battezzò segretamente quei catecumeni che ancora non avevano ricevuto il battesimo. Più tardi quel giorno, il re convocò un'assemblea di corte nella quale interrogò tutti i presenti per vedere se qualcuno avesse abiurato al proprio credo. Guidati da Lwanga, i paggi reali dichiararono la loro fedeltà alla loro religione. Mwanga ordinò che fossero condotti al luogo tradizionale dell'esecuzione per essere uccisi. Tre dei prigionieri (Pontian Ngondwe, Athanasius Bazzekuketta e Gonzaga Gonza) furono assassinati durante il tragitto.
Terminati i preparativi e giunto il giorno dell'esecuzione, il 3 giugno 1886, Lwanga fu separato dagli altri dal Guardiano della Sacra Fiamma per l'esecuzione privata, secondo la consuetudine. Mentre veniva bruciato, Lwanga disse al Guardiano: «È come se mi stessi versando dell'acqua addosso. Per favore, pentiti e diventa cristiano come me».
Dodici ragazzi e uomini cattolici e nove anglicani furono poi bruciati vivi. Un altro cattolico, Mbaga Tuzinde, fu bastonato a morte per essersi rifiutato di rinunciare al cristianesimo; e il suo corpo fu gettato nella fornace per essere bruciato insieme a quello di Lwanga e degli altri. L'ira del re era particolarmente accesa contro i cristiani. Il giovane Carlo Lwanga, in particolare, aveva protetto i paggi. Le esecuzioni furono anche motivate dall'evitare minacce straniere al potere di Mwanga. Secondo Assa Okoth, la principale preoccupazione di Mwanga era mantenere «l'integrità del suo regno», e percepiva che uomini come Lwanga stavano lavorando con gli stranieri per «avvelenare le stesse radici del suo regno». Non aver intrapreso alcuna azione avrebbe potuto suggerire che fosse un sovrano debole.
In totale, oltre 100 cristiani vennero uccisi durante la persecuzione sotto il regno di Kabaka Mwanga II.

## Il culto

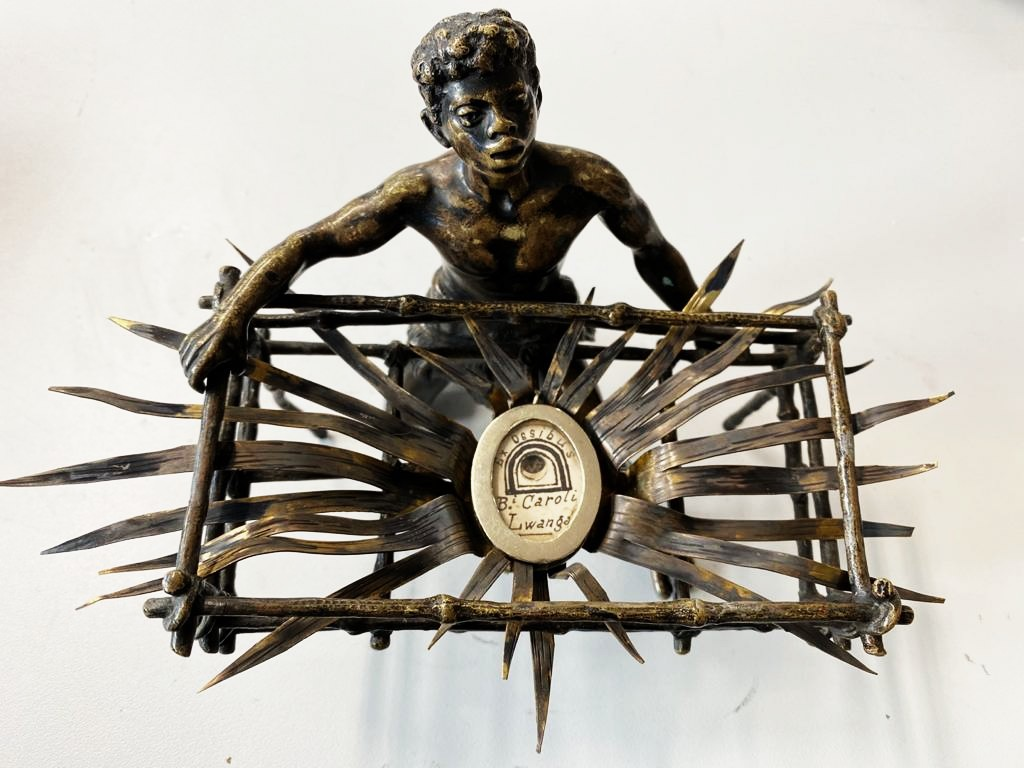
Reliquiario di San Carlo Lwanga contenente un frammento osseo.

Carlo Lwanga e gli altri cristiani che, come lui, vennero uccisi per mano del re Mwanga, furono beatificati da papa Benedetto XV il 6 giugno 1920, e successivamente vennero canonizzati il 18 ottobre 1964 da papa Paolo VI durante il Concilio Vaticano II. Per onorare questi santi africani, Paolo VI è stato il primo papa a visitare l'Africa sub-sahariana durante il suo viaggio in Uganda nel luglio 1969, una visita che includeva un pellegrinaggio al luogo del martirio a Namugongo.
La Basilica dei Martiri dell'Uganda è stata costruita nel luogo delle esecuzioni e funge da santuario. I Fratelli di San Carlo Lwanga furono fondati nel 1927 come congregazione religiosa indigena di uomini ugandesi impegnati a fornire istruzione ai giovani svantaggiati del loro paese.
La memoria liturgica di Carlo Lwanga è stata fissata al 3 giugno.